# الرجال يفضلون الشقراوات (فلم 1953)
الرجال يفضلون الشقراوات (بالإنجليزية: Gentlemen Prefer Blondes) هو فيلم موسيقي كوميدي أمريكي إنتاج 1953.الفيلم من إخراج هاورد هوكس وبطولة جين راسل،مارلين مونرو،تشارلز كوبرن،إليوت ريد،تومى نونان،جورج وينسلو،تايلور هولمز ونورما فاردن.تم عرض الفيلم في الولايات المتحدة في 1 يوليو 1953.